# Тихонравов, Константин Иванович
Константин Иванович Тихонравов  (10 (22) августа 1857 — ?) — генерал-лейтенант Российской императорской армии; участник Русско-японской и Первой мировой войн; кавалер ордена Святого Георгия 4-й степени и золотого оружия с надписью «За храбрость». После Октябрьской революции поступил на службу в Рабоче-крестьянскую Красную армию.

## Биография
Родился 10 августа 1857 года. По вероисповеданию был православным. Образование получил на дому.
23 октября 1878 года вступил на службу в Российскую императорскую армию. Поступил в 1-е военное Павловское училище, после окончания которого в 1880 году поступил в старший класс Михайловского артиллерийского училища. В 1881 году окончил училище по 1-му разряду с производством в подпоручики, со старшинством с 8 августа 1879 года, и с назначением в 35-ю артиллерийскую бригаду, в которой прошли следующие 30 лет его службы. В поручики произведён со старшинством с 20 декабря 1879 года. Окончил Михайловскую артиллерийскую академию по 1-му разряду и в 1886 году «за отличие» получил чин штабс-капитана, со старшинством с 28 июня. 15 июля 1893 года произведён в капитаны. Окончил Офицерскую артиллерийскую школу с оценкой «успешно» и 1 октября 1897 года назначен командующим 7-й батареей своей бригады. 19 июля 1898 года произведён в подполковники и утверждён в должности командира батареи.
Принял участие в Русско-японской войне. 22 июня 1905 года, в связи с обращением 1-й и 2-й батарей 35-й артиллерийской бригады на формирование 10-й Восточно-Сибирской стрелковой артиллерийской бригады и переименованием оставшихся батарей, 7-я батарея наименована 5-й и 4 июля 1905 года подполковник Тихонравов переназначен командиром 5-й батареи. 3 сентября 1905 года «за отличия в делах против японцев» произведён в полковники со старшинством с 1 октября 1904 года и 9 сентября того же года назначен командиром 1-го дивизиона своей бригады. 28 марта 1906 года 1-й дивизион бригады переименован во 2-й; Высочайший приказ о переназначении Тихонравова командиром 2-го дивизиона вышел 9 июля 1906 года.
7 июня 1908 года «за боевые отличия» пожалован золотым оружием с надписью «За храбрость». 24 января 1909 года «за отличие по службе» произведён в генерал-майоры и назначен командиром 36-й артиллерийской бригады. 13 июля 1914 года назначен исправляющим должность инспектора артиллерии 2-го армейского корпуса. Участвовал в Первой мировой войне. 28 февраля 1915 года «за отличия в делах против неприятеля» произведён в генерал-лейтенанты со старшинством с 1 ноября 1914 года и утверждением в должности инспектора артиллерии. За отличия при руководстве артиллерией корпуса в боях мая-июня 1916 года награждён орденом Святого Георгия 4-й степени. 11 марта 1917 года назначен начальником 193-й пехотной дивизии, а 24 июня того же года — командиром 2-го армейского корпуса. 14 августа 1917 года отчислен от должности.
После Октябрьской революции поступил в Красную армию, служил военруком в военном комиссариате г. Мышкина. По оговору бывшего прапорщика Н. Лейе, показавшего в донесении, что «генерал Тихонравов ничего не высказывал относительно Советской власти, но восхвалял всегда царский режим», был фигурантом в деле контрреволюционной московской военной организации «Национальный центр», выявленной осенью 1919 года ВЧК. Дальнейшая судьба неизвестна.

## Семья
Константин Иванович был женат и имел 4 детей. Его сыновья Максим и Неон также стали офицерами.

## Награды
Константин Иванович Тихонравов был пожалован следующими наградами:
- орден Святого Георгия 4-й степени (28 марта 1917)
— «за то, что управляя в боях 22—26 мая у с. Язловца и 21—22 июня 1916 года на Барышке артиллерией 2-го армейского корпуса и находясь неоднократно под сильным и действительным огнем, настолько разрушил фортификационные сооружения неприятельских позиций и ослабил огонь его батарей, что дал возможность нашим войскам овладеть сильно укрепленными позициями»[9];
- орден Белого орла с мечами (13 января 1917);
- орден Святого Владимира 2-й степени с мечами (26 мая 1915);
- орден Святой Анны 1-й степени с мечами (16 ноября 1914);
- орден Святого Станислава 1-й степени (6 декабря 1913);
- золотое оружие с надписью «За храбрость» (7 июня 1908);
- орден Святого Владимира 3-й степени с мечами (9 июля 1905);
- орден Святого Владимира 4-й степени с мечами и бантом (1905; утверждено 3 ноября 1906);
- орден Святой Анны 2-й степени (28 марта 1904);
- орден Святого Станислава 2-й степени (1 июля 1900);
- орден Святой Анны 3-й степени (1896);
- орден Святого Станислава 3-й степени (1892).